# Ятвяги

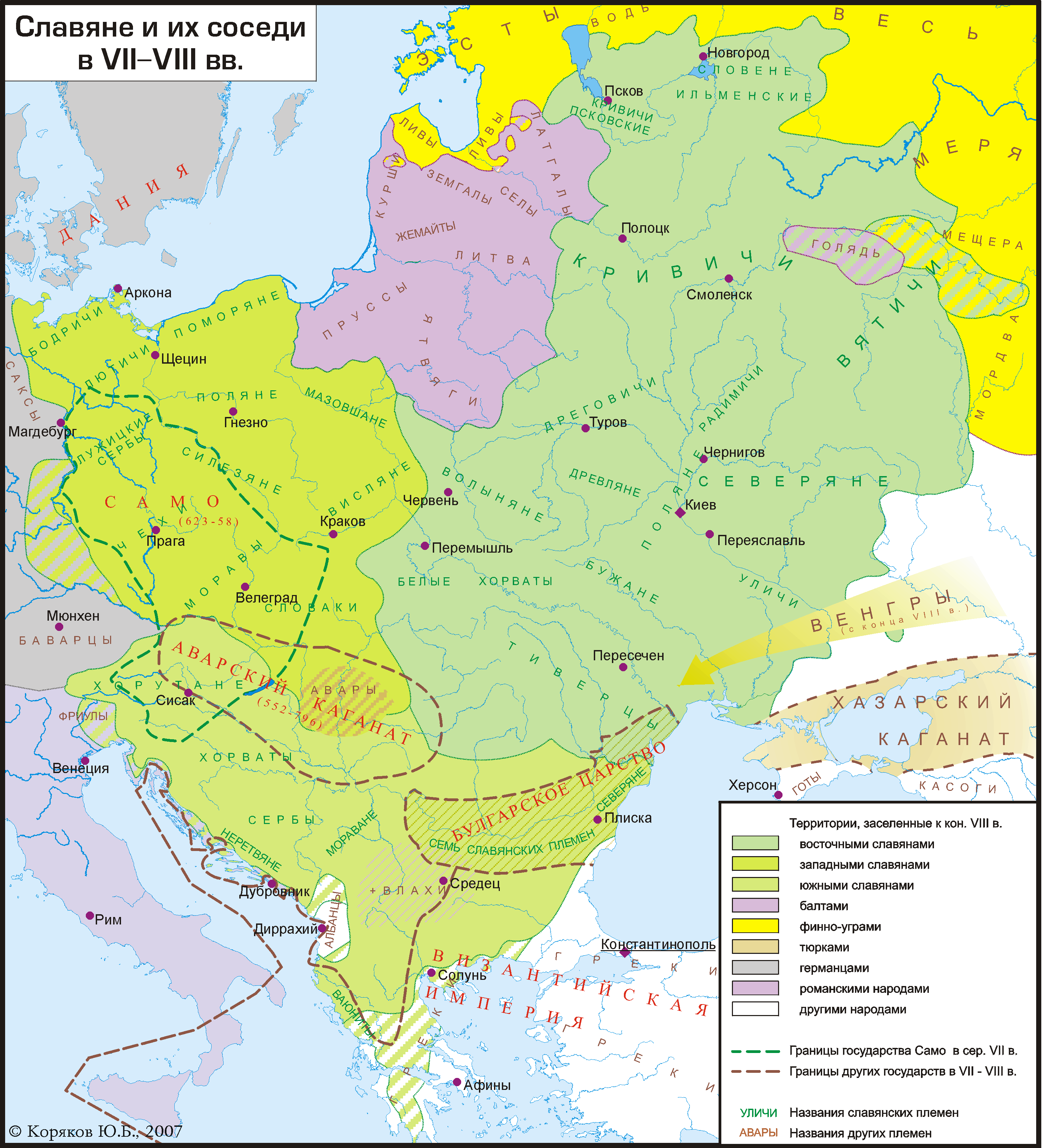
Ятвяги на карте VIII века

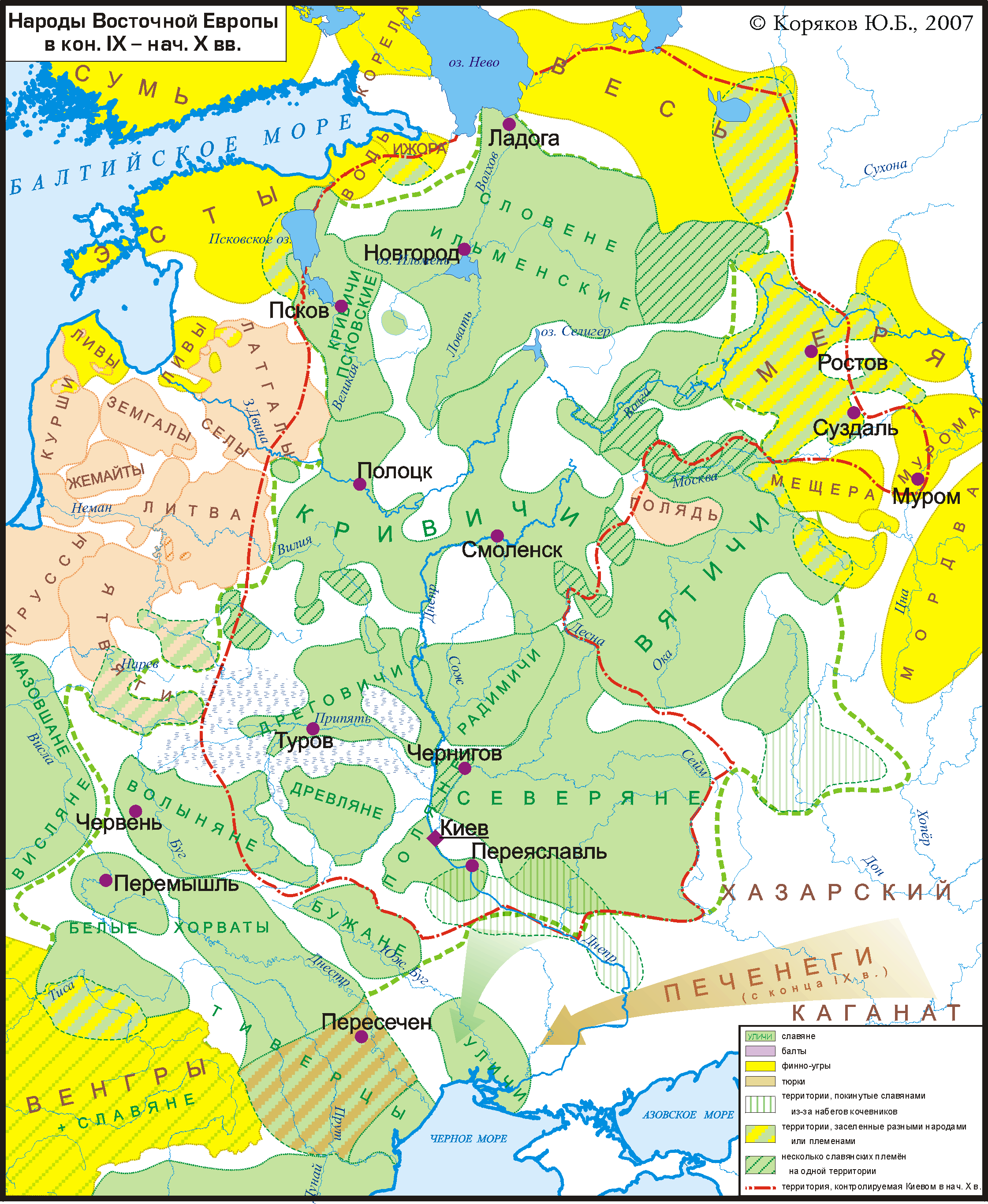
Народы Восточной Европы в конце IX — начале X вв. Балтийские племена обозначены бежевым

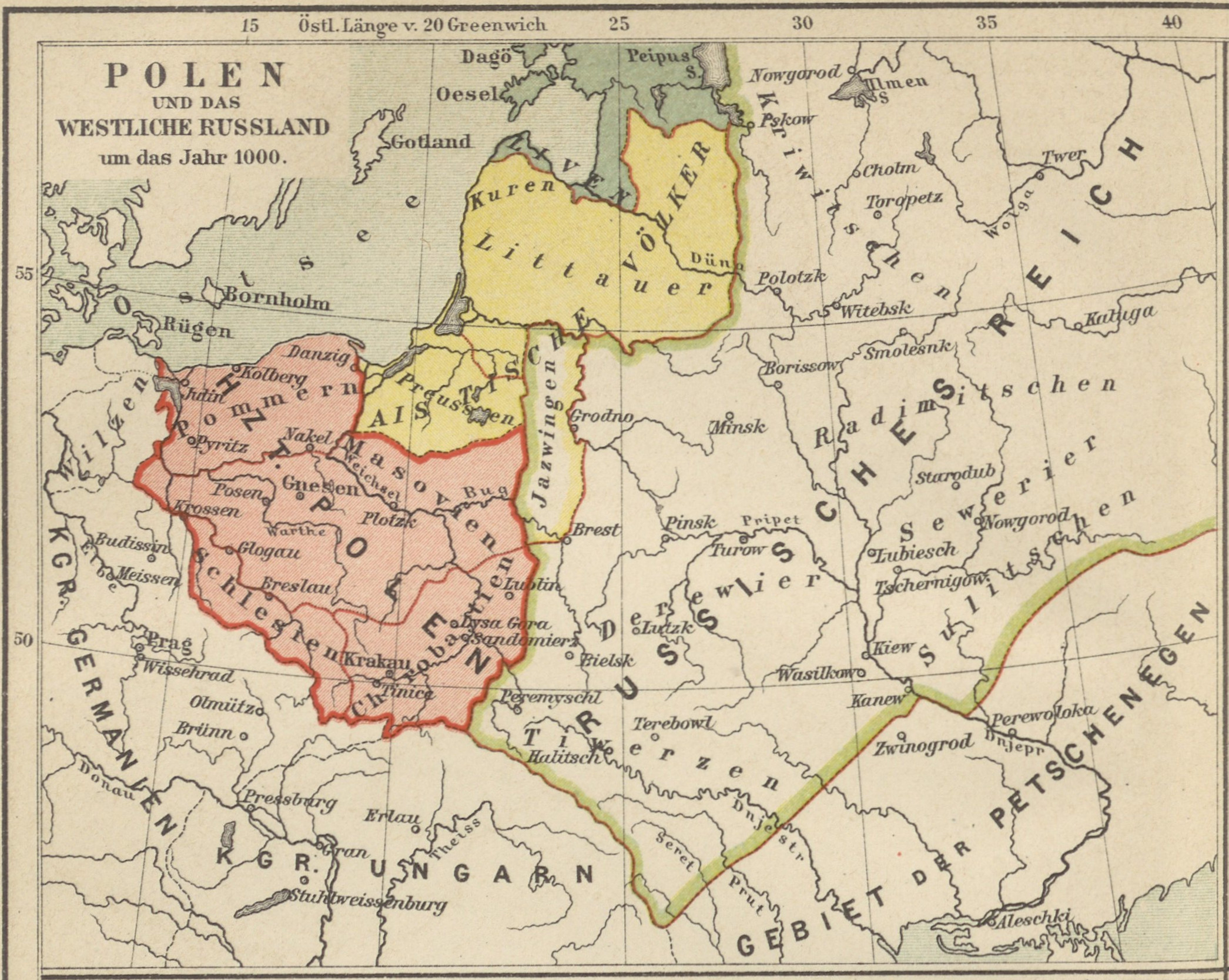
Ятваги на карте «Польша и соседние страны» (1000 год). Немецкая карта 1890 года

Карта расселения балтийских народов ок. 1200 года

Ятвя́ги (судовы, дайнавы; др.-рус. ѩтвѧги, ѩтвѧзь, ѩтвезь) — балтская племенная группа, этнически наиболее близкая к пруссам. Бесписьменный ятвяжский язык принадлежит к западной ветви балтской группы индоевропейской языковой семьи. В раннее средневековье испытывали сильное влияние литовских племён и уже на начальных этапах формирования Великого Княжества Литовского были отчасти ассимилированы в южной части Дзукии. Начиная с XII века ятвяги участвовали в этногенезе литовской, белорусской и польской народностей.
Территория, занимаемая ятвагами, называлась Ятвагией.

## Название
Обращение к письменным источникам показывает, что принятая в некоторых исследованиях классификационная схема, согласно которой ятвяги, судовы, дайновы и поллексяне (полешане) были четырьмя частями одного целого «племени», не соответствует действительности: в XIII веке все эти названия функционировали в разных языковых традициях для обозначения одной и той же реальности.

## Археологические источники
Каменные курганы ятвягов известны в южном Занеманье и на северо-востоке Польши в первые века нашей эры. В IV—VI веках они распространились и на правом берегу Немана до реки Стревы. В IV—V веках хоронили чаще всего, не кремируя, по одному в кургане, в яме, выкопанной под насыпью. Яма над умершим заложена камнями, из камней сложена центральная часть кургана, затем засыпана землёй и сложен венок из камней. Мужчин хоронили головой на север, с копьём у бока (наконечник клали у головы), с щитом на ногах, иногда в могиле находят нож, булавку. Могилы с трупосожжением V—VI веков находят в небольших ямах или в центре насыпи, сложенной из камней, они обложены камнями. Такие могилы V—VII веков обнаружены только в Южном Занеманье и культуры восточнолитовских курганов. В насыпи между камнями находят 1-2 могилы. Погребальный инвентарь немногочислен — наконечник копья, изредка умбон щита, нож, фрагменты фибулы или браслета.
С конца I тысячелетия на территорию Судавии с востока начали активно проникать славянские дреговичи и волыняне (на месте одного из их поселений X века позднее и возник город-крепость Городенъ). Основными занятиями ятвягов в то время были земледелие, молочное животноводство, рыболовство, торговля и пчеловодство.

## Ареал расселения
- Ятвяги обитали между средним течением реки Неман и верховьями реки Нарев[1].
- В литературном произведении XIII века «Слово о погибели Русской земли после смерти великого князя Ярослава» указывается расположение ятвягов между чехами и литовцами:

Отсюда до угров и до ляхов, до чехов, от чехов до ятвягов, от ятвягов до литовцев, до немцев, от немцев до карелов, от карелов до Устюга, где обитают поганые тоймичи, и за Дышащее море; от моря до болгар, от болгар до буртасов, от буртасов до черемисов, от черемисов до мордвы — то все с помощью божьею покорено было христианским народом, поганые эти страны повиновались великому князю Всеволоду, отцу его Юрию, князю киевскому, деду его Владимиру Мономаху, которым половцы своих малых детей пугали….
- В Дублинской летописи середины XIII столетия район проживания ятвягов характеризуется следующим образом:

На востоке [Прусии], в направлении Руси (Russiam), к ней присоединяется Ятвезия (Jetwesya). Её начал крестить я с товарищем. За Пруссией, на север от этого народа, лежит Самбия (Zambia).
- Польский историк Матвей Меховский в «Хронике Польский, Литовской, Жмудской и всей Руси» записал:

Их стольным городом и замком был Дрогичин, существующий и ныне. Начиная с Волина, они заселили все Подляшье до самой Пруссии, а также владели замком Новогрудок и окрестными волостями в Литве… Ныне они ещё частично остались около Новогрудка Литовского, также около Райгарда (Rajgrodu) и Инстербурга (Isterboka) в Пруссии, а также в Курляндии и Лифляндии. А ещё их землица есть около Великого Новгорода Московского, [там] они зовутся ижорянами (Igowiany), чему я и сам свидетель.
- В 1673 году Феодосий Софонович в своей «Хронике» так писал о ятвягах[источник не указан 242 дня]:

Ятъвежи были едного народу з литвою и з прусами старыми, з готтов пошли, которых столечное место было Дорогичінъ, а Подляшье все аж до Прус, з Волыня почавши, осевши были, Новгородок Литовскиі и околичниі волости держали.
- Известный белорусский путешественник и писатель XIX века Павел Шпилевский в своих очерках под названием «Путешествие по Полесью и Белорусскому краю» про ятвягов в Беловежской пуще написал следующее:

Въ этихъ-то лесахъ [ Беловежская пуща ] по преимуществу жило некогда известное литовское племя ятвяги, одевавшіеся въ медвежьи шкуры; тутъ некогда получилъ известность своими набегами на соседнія владенія древней Руси и Польши предводитель, или князь ихъ Комятъ, котораго деянія до сихъ поръ воспеваются въ народныхъ песняхъ Гродненской и Ковенской губерній. Тутъ были капища и божницы ятвяговъ, где совершались жертвоприношенія криве-кривейтами, державшими народъ, въ грубомъ невежестве… Жители пущи большею частью казённые крестьяне и составляютъ какое-то отдельное племя, не то литовское, не то русское; языкъ ихъ — смесь древне-литовскаго съ русскимъ, малороссійскимъ и полесскимъ; одежда — полесская..

## История

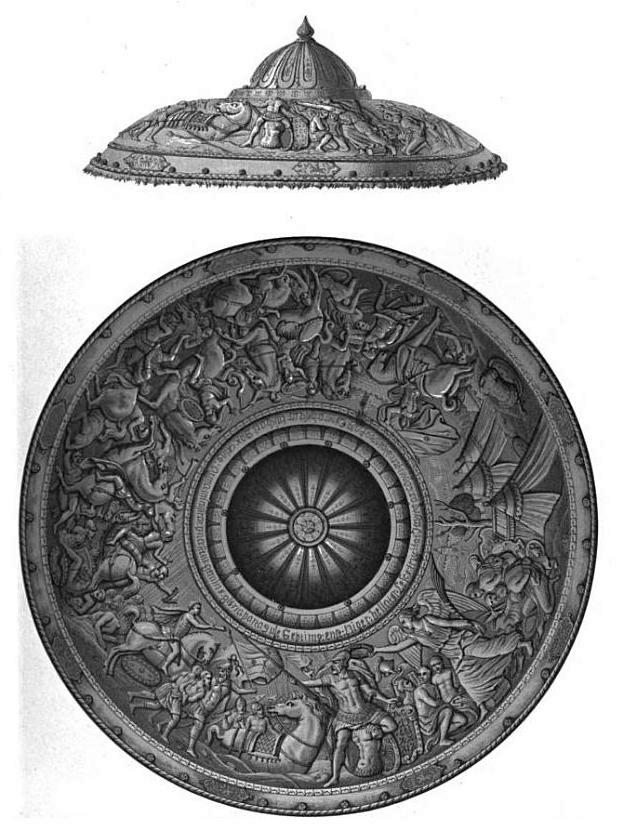
Щит в ознаменовании победы Лешека Чёрного над Ятвагами

Матвей Меховский в «Хронике Польский, Литовской, Жмудской и всей Руси» отмечал, что ятвяги могли быть одного происхождения с языгами-метанастами (Jazygami Metanasti), частично оставшимися в Венгрии над рекой Тиссой. Высказывалось мнение, что ятвяги могли возникнуть в результате смешения литовских племен с финскими.
В древности ятвяжские племена населяли междуречье Нарева и Немана (так называемую Судавию). В X—XI веках ятвяги занимали основную часть будущего Подляшья.
В X—XII веках южные и восточные окраины ятвяжского края неоднократно подвергались нападениям со стороны киевских великих князей.
Из летописи Панцырного и Аверки:

В 974 году. Побивши Ольга ятвягов и печенегов и переправившись через реку Двину, заночевав с войском возле понравившейся горы, поставила замок деревянный, назвала от реки Витьбы Витебском.
В 983 году, после удачного похода на ятвягов, в Киеве было решено по жребию принести в жертву юношу Иоанна, сына варяга Федора. Отец заступился за сына, толпа язычников убила того и другого (память их 12 июля).
В 1038 году войска Ярослава Мудрого совершили поход на ятвягов.
В 1058 году польский король Казимир I после победы, одержанной над ятвягами на реке Мзуре, даровал новый герб отважному рыцарю, подавшему знак горящей стрелой. В литературе по геральдике герб известен под названием Лис.
С XII века западная часть ятвяжских земель была подчинена Мазовии, южной частью Судавии в XII—XIII веках время от времени владело Галицко-Волынское княжество, затем Судавия (с центром в г. Райгород) входила в состав Великого княжества Литовского.
В 1112 году — «Ярослав ходи да Ятвязе сын Святополчь и победи я». (Ипатьевская летопись).
В 1196 году — на ятвягов совершил поход князь Роман Мстиславович.
В польской хронике XII века говорится:
«… Край ятвягов, где воздух бальзам, леса медовые, реки богатые рыбой, земли урожайные, пахари трудолюбивые, воины бесстрашные… Край ятвягов, с которыми польский король всегда воюет, стремясь обратить их в истинную веру; но ни мечом, ни проповедью, ни подкупом невозможно было отстранить их от языческой веры, ни мечом смерти уничтожить ихний змеиный род…».
В XIII веке в Ипатьевской летописи ятвяги упоминаются в качестве грозного противника для земель Галицко-Волынского княжества. Ятвяги делились на несколько независимых образований, выступавших под разными именами (судовы, дайнавы, полешане, злинцы, покенцы, крисменцы).
В 1229 году волынские князья Даниил и Василько отправились на помощь мазовецкому князю Конраду, «оставиша в Берестии Володимера Пиньского и Угровьчане и Берестьяны, стеречи земле от Ятьвязь».

В год 6756 (1248). Воевали ятвяги около Охоже и Бусовна и всю страну ту покорили, пока ещё Холм не был поставлен Даниилом. Василько погнался за ними из Владимира, настиг их у Дорогичина на третий день пути из Владимира. В то время, когда они бились у дорогичинских ворот, и настиг их Василько. Они повернули против Василька, но, не выдержав натиска его, с божьей помощью, обратились в бегство злые язычники. И нещадно избивали их, и гнали их много поприщ, и было убито сорок князей, и многие другие были убиты, и не устояли ятвяги. И послал Василько весть об этом брату своему в Галич. И была большая радость в Галиче в тот день. Василько был среднего роста, отличался умом и храбростью; он много раз сам побеждал язычников, и много раз Даниил и Василько посылали войска на них. Так Скомонд и Борут, свирепые воины, были убиты посланными. Скомонд был волхв и знаменитый гадатель по птицам; скорый, как зверь, пешком ходя, он завоевал Пинскую землю и другие области; и был убит нечестивый, и голова его была воткнута на кол. И в другие времена, по божьей милости, перебиты были поганые, о которых не хотим писать,- так много их было….И так они шли, разоряя и сжигая землю Ятвяжскую, и когда перешли реку Олег, то хотели остановиться в лощине; увидев это, князь Даниил воскликнул, сказав: «О мужи-воины! Разве вы не знаете, что христианская сила в широком пространстве, а поганым — в узком, им привычна битва в лесу». И они прошли теснину, захватывая врагов в плен, и вышли в чистое поле, и встали станом. Ятвяги же, несмотря ни на что, нападали на них, а русские и ляхи гонялись за ними, и многие князья ятвяжские были убиты; и гнали их до реки Олега (Лыка), и прекратилась битва.
В 1247 году, сообщает Густынская летопись, «многая быша брани князем Литовским со Ятвяги». Литовские князья обратились за помощью к Даниилу Романовичу Галицкому, который после долгой борьбы победил ятвягов и наложил на них дань, «и отселе Ятвягове начаша давати дань Русским».
В 1251 году ятвяги и войско Данилы оказали помощь жемайтскому князю Викинту при нападении на замок Миндовга Воруту (Руту).
В 1254 году вице-ландмейстер Пруссии Буркхард фон Хорнхаузен заключает соглашение о военной помощи с галицким князем Даниилом и мазовецким князем Земовитом. Основным пунктом этого соглашения была передача «третьей части [земли Ятвяжской]», которую ещё предстояло завоевать, князьям «и их детям <…> со всеми правами и властью мирской <…> в вечное владение» в обмен на военную помощь и иные услуги в борьбе против этого племени и «любого другого, воюющего против веры христианской». Кроме того, орденские братья обязывались также не вступать в контакт с врагами других сторон и не препятствовать желанию своих подданных помогать в конфликтах князьям мазовецкому и галицкому против их врагов.
В 1256 галицко-волынский князь Данила разгромил объединённое войско ятвягов при Привище (в 15 км на запад от современного Августова).
По свидетельству грамоты Миндовга 1259 года, историческая область Дайнова в его время называлась некоторыми Яцвезин.
Сандомирский князь и король Польши Болеслав V Стыдливый (1226—1279) совершил несколько походов против племён ятвягов и основал в Лукуве, на восточной границе своего княжества, епархию для христианизации язычников. Однако все его попытки были тщетны.
В 1264 году Болеслав нанёс решительное поражение ятвягам во главе с бесстрашным князем Коматом, которому белорусский поэт Ян Чечот посвятил стихотворение «Про ятвяга Комата. 1264 г.» в рифмованной истории Великого княжества Литовского под названием «Песни о древних литвинах до 1434 года».
В 1273 великий князь литовский Тройден помог войском ятвяжскому князю из Судавии Сколоменду в походе на Кульмскую землю.
В том же году четыре ятвяжских князя с князьями Галицким и Владимирским заключили мирный договор.
В 1280 Тройден послал войско на помощь Сколоменду при набеге на Самбию.
В 1282 ятвяги напали на Люблин и опустошили его окрестности. Польский король Лешек Чёрный отправился за ними в погоню, настиг и победил в кровавом сражении между реками Нарев и Неман.
В последних десятилетиях XIII века северная часть Судавии попала под контроль Тевтонского ордена (после этого многие ятвяги переселились в Литву). Но после его разгрома в Грюнвальдской битве (1410) по условиям Мельнского мира 1422 года вся Судавия опять вошла в состав Великого княжества Литовского.
К XVII веку все или почти все ятвяги были ассимилированы литовцами, белорусами и поляками-мазовшанами. В 1860 году при переписи населения в южной части Гродненской губернии 30929 человек назвались ятвягами.

## Ятвяжские династии
По мнению белорусских исследователей Анатолия Тараса и Артура Прокопчука, король Миндовг был выходцем из ятвяжско-погезанских земель. Династия Гедиминовичей в Великом княжестве Литовском, возможно, также была ятвяжского происхождения. На данный факт указывает памятник древнерусской литературы «Задонщина»:

И молвит Андрей Ольгердович брату своему Дмитрию: «Оба мы, два брата, сыновья Ольгердовы, а внуки Гедиминовы, а правнуки Сколомедовы».